# Modèle moléculaire boules-bâtonnets

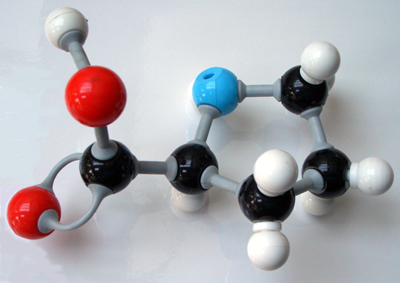
Le modèle boules-bâtonnets en plastique de la molécule de proline. Les boules représentent les atomes, et leur couleur indique l'atome représenté. On distingue notamment 5 atomes de carbone (boules noires). Les tiges représentent les liaisons chimiques. On observe une double liaison entre un atome de carbone et un d'oxygène (en rouge).

En chimie, un modèle moléculaire boules-bâtonnets est un modèle moléculaire d'une substance chimique qui permet la visualisation en trois dimensions de la position de ses atomes et des liaisons chimiques qui les unissent. Les atomes sont généralement représentés par des boules, reliées entre elles par des bâtonnets (et parfois des ressorts) qui représentent les liaisons chimiques. Les liaisons doubles ou triples sont habituellement représentées par deux ou trois tiges courbées, respectivement. Dans un bon modèle, les angles entre les bâtonnets doivent être les mêmes que les angles entre les liaisons chimiques, et les distances entre les centres des sphères doivent être proportionnelles à celles entre les noyaux atomiques correspondants. La couleur des boules utilisées suit une convention qui permet d'identifier l'élément chimique qu'elles représentent.
Dans un modèle moléculaire boules-bâtonnets, le rayon des boules est généralement inférieur à la longueur des bâtonnets afin de fournir une vue plus claire des atomes et liaisons. Par conséquent, le modèle donne une idée généralement fausse de l'espace occupé par les atomes. Par comparaison, le modèle dit « compact » fait en sorte que les rayons des boules sont proportionnels aux rayons atomiques et respectent l'échelle des distances entre atomes. Le modèle compact montre ainsi l'espace occupé par les atomes de la molécule, mais pas les liaisons.

Modèle boules-bâtonnets animé de la molécule de cyclohexane. Le modèle est généré par ordinateur.

Les modèles boules-bâtonnets peuvent être des objets physiques que l'on peut manipuler ou encore des modèles informatiques. Les premiers sont généralement construits à partir de kits de modélisation moléculaire, comprenant typiquement des ressorts ou des bâtonnets souples en plastique et des boules en plastique percées de quelques trous. La couleur des sphères suit généralement le code de couleurs CPK. Ce dernier assigne par exemple le blanc à l'hydrogène, et le noir au carbone.

## Historique

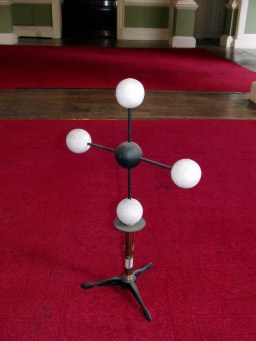
Le modèle boules-bâtonnets du méthane, inventé par August Wilhelm von Hofmann (1865).

En 1865, le chimiste allemand August Wilhelm von Hofmann est le premier à utiliser les modèles utilisant des boules et des bâtonnets. Lors d'une des fameuses Friday Evening Discourses (« Conférences du vendredi soir ») à la Royal Institution of Great Britain, le 7 avril 1865, il présente The Combining Power of Atoms (« Le pouvoir combinatoire des atomes »). Durant sa présentation, il illustre la combinaison des atomes en molécules à l'aide de boules de croquet liées par des tiges,. Il dit notamment au cours de la conférence :

« Imaginons que les boules de croquet représentent nos atomes, et distinguons les éléments des atomes représentés à l'aide de couleurs différentes. Les boules blanches sont de l'hydrogène, les vertes sont du chlore, les atomes du brûlant oxygène sont rouges, ceux d'azote sont bleus et, finalement, les atomes de carbone sont naturellement représentés par des boules noires. Mais nous avons en plus à illustrer les pouvoirs combinatoires distincts de ces atomes. Cela, nous l'accomplissons en vissant dans les boules un certain nombre de bras métalliques (cylindres et tiges), qui correspondent aux pouvoirs combinatoires respectifs des atomes représentés et qui, tout en constituant une caractéristique définitoire supplémentaire, nous permettent en même temps de joindre les boules et d'ériger de la sorte une sorte d'échafaudage mécanique qui imite les édifices atomiques que nous cherchons à illustrer. »

— August Wilhelm von Hofmann, Proceedings of the Royal Institution, 4, 401-430

Des sociétés sont spécialisées dans la fabrication de ces modèles. L'une des premières a été Woosters, basée à Bottisham dans le Cambridgeshire anglais. Les boules fabriquées étaient percées de trous permettant des structures tétraédriques, rhomboédriques et octaédriques. De plus, il y avait des boules avec 24 trous, permettant une flexibilité encore plus grande. Ces modèles permettaient aux boules de pivoter autour des bâtonnets, ce qui avait l'avantage de montrer la flexibilité moléculaire, au prix d'une certaine mollesse des modèles assemblés. L'échelle approximative était de 5 cm par angström (soit 0,5 m/nm ou un ratio de 500 000 000:1), sans pour autant être homogène pour tous les éléments. 
La société édimbourgeoise Beevers Miniature Models produisait de petits modèles utilisant des boules en PMMA et des bâtonnets en acier inoxydable. Ces éléments, fabriqués avec précision, permettaient l'assemblage de modèles à la fois justes, légers et rigides.